# Denny H. Hendee

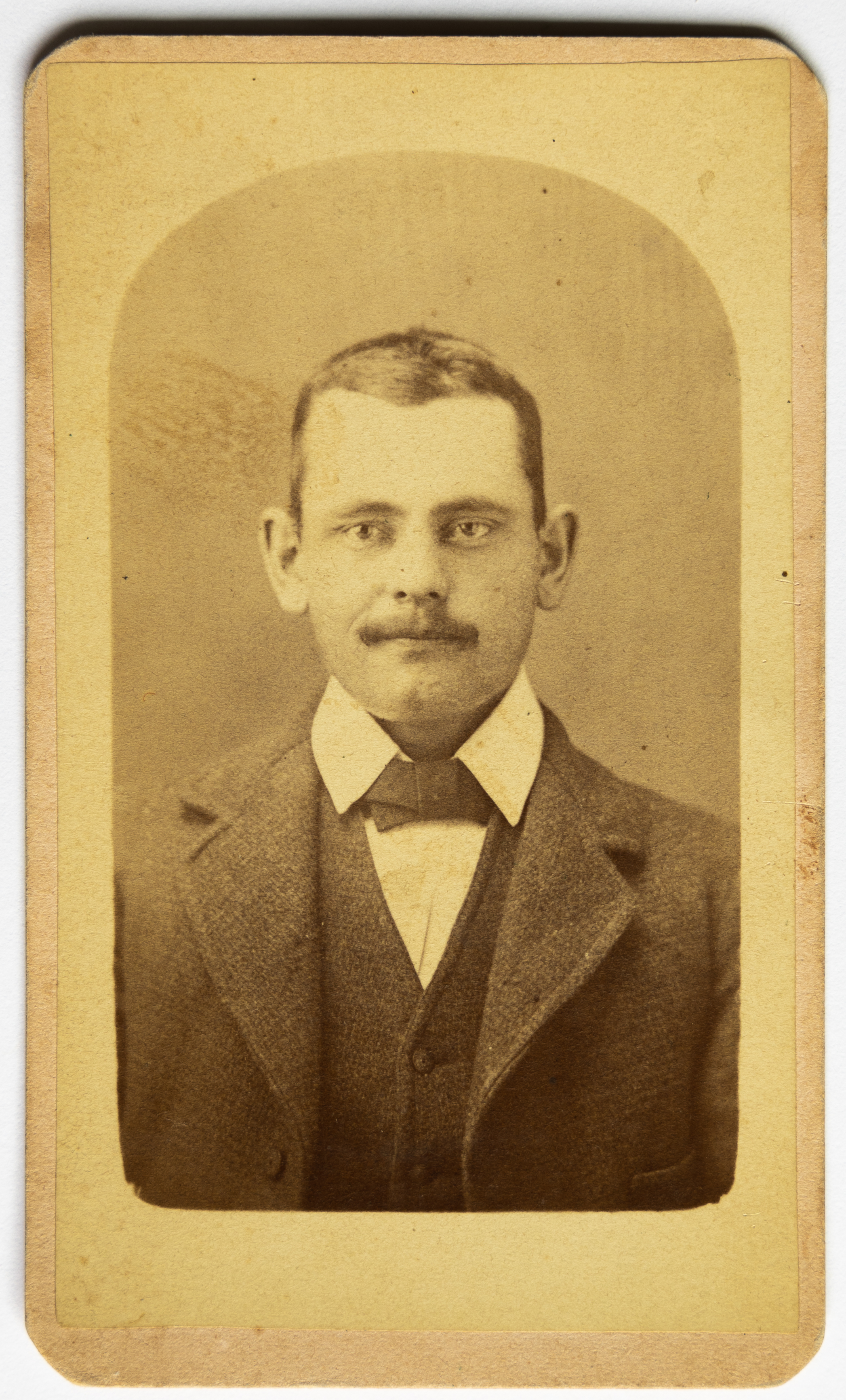
Von Denny H. Hendee hergestelltes Carte de Visite-Porträt eines unbekannten Mannes aus Hendees Zeit in Portland, Oregon (Albuminpapier auf Karton, zweite Hälfte des 19. Jahrhunderts).

Denny H. Hendee (* 26. Februar 1826 in Rutland oder Pittsford, Vermont; † 31. Januar 1907 in Portland, Oregon) war ein amerikanischer Unternehmer, Daguerreotypist, Ambrotypist und einer der frühen Fotopioniere in Kalifornien, dem Oregon-Territorium und Oregon. Er war der Bruder des ebenfalls als Daguerreotypisten und Ambrotypisten tätigen Edwin B. Hendee.

## Leben und Werk

### Frühe Jahre an der Ostküste
Denny H. Hendee wurde 1826 als achtes von zehn Kindern Samuel Hendees und Abigail Paine Hendees in Rutland oder Pittsford, Vermont, geboren. Seine Kindheit verbrachte er auf der elterlichen Farm in Rutland County. Im Alter von 19 Jahren trat Hendee, der väterlicherseits von Hugenotten abstammte, in das theologische Seminar der nahegelegenen Kleinstadt Brandon ein. 1846 brach er dieses Studium jedoch schon ab, um in New York City die Daguerreotypie zu lernen. Um 1847 betätigte er sich als reisender Fotograf in New Jersey und Pennsylvania. Im Jahr 1848 arbeitete er als Fotograf im nördlichen New York, als er von den Goldfunden in Kalifornien hörte. Im Oktober 1849 schiffte er sich gemeinsam mit seinem Bruder Edwin auf einem Dampfschiff in Richtung San Francisco ein, wo er am 10. Januar 1850 ankam.

### Fotograf während des kalifornischen Goldrauschs
Nach seiner Ankunft in San Francisco arbeitete Hendee zunächst „in der einzigen Galerie der Stadt“, wobei sein Biograph Peter E. Palmquist vermutet, dabei habe es ich um diejenige des Daguerreotypisten Frederick Coombs (1803–1874) gehandelt. Kurze Zeit später machte sich Hendee in Begleitung seines Bruders nach Sonora in den westlichen Ausläufern der Sierra Nevada auf, um dort nach Gold zu schürfen. Gegenüber dem damaligen El Dorado Hotel eröffneten die beiden Brüder ein Fotostudio und widmeten sich neben der Goldsuche auch der Fotografie.
Eine Zeitungsannonce vom 13. Mai 1851 zufolge stand Denny Hendee zu jenem Zeitpunkt kurz vor einer Geschäftseröffnung in Marysville. Um das Jahr 1852 eröffnete er weitere Geschäfte in Stockton und einer Reihe kleinerer Orte. Im Mai 1853 kehrte er nach Marysville zurück, wo er E. S. Vineyard, seine erste Frau heiratete. Gemeinsam mit ihr kam er am 10. Juni desselben Jahres in Portland im Oregon-Territorium an.

### Niederlassung in Portland und Rückkehr nach Kalifornien

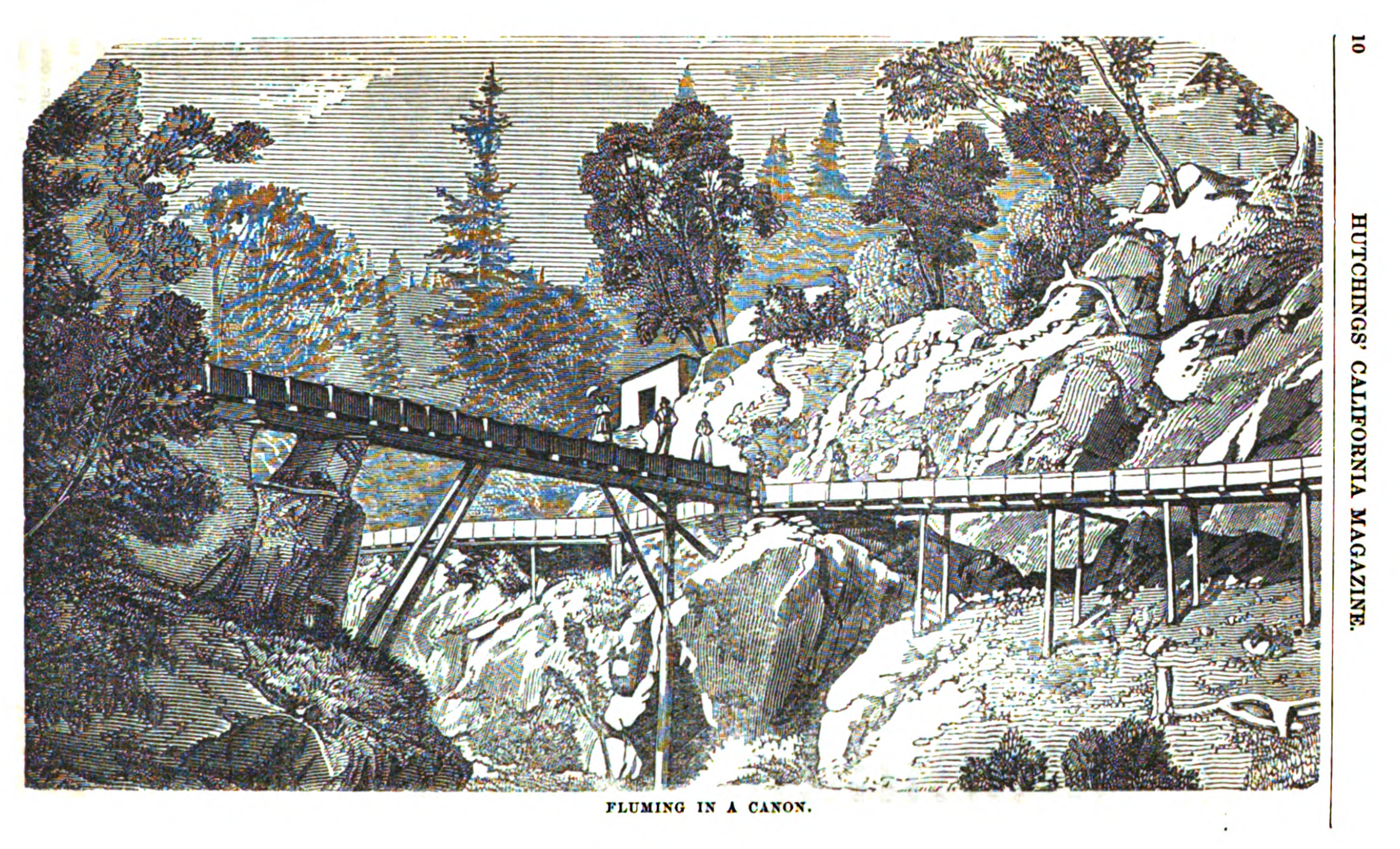
Fluming in a Canon [sic], Abbildung auf der Grundlage einer Ambrotypie von Denny und Edwin Hendee in der Zeitschrift Hutchings’ California Magazine (1857). Die Illustration zeigt in einem Canyon verlaufende Wasserkanäle (engl. flumes) für die hydromechanische Gewinnung von Gold.

Unmittelbar nach seiner Ankunft in Portland übernahm Hendee das Fotostudio des Daguerreotypisten Leland H. Wakefield (1823–1914). Zwischen 1853 und 1855 entwickelte er eine emsige Reisetätigkeit und besuchte Oregon City, Champoeg, Salem, Hillsboro, Lafayette, Forest Grove, Albany, und Corvallis.

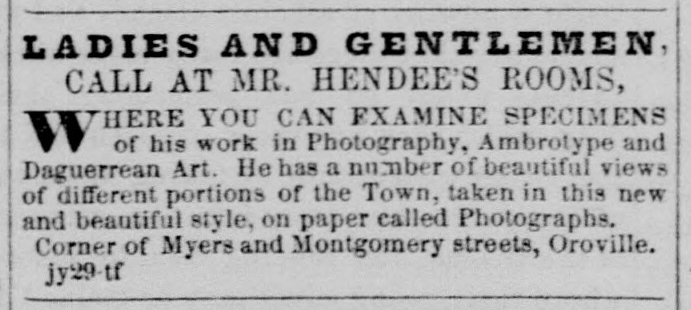
In einer Zeitungsanzeige aus dem Jahr 1856 warb Hendee für sein Geschäft in Oroville.

Um die seit 1850 bekannte Fototechnik des Drucks auf Albuminpapier zu lernen, begab Hendee sich gegen Ende 1856 zurück nach Kalifornien. Im April 1857 eröffnete er gemeinsam mit seinem Bruder Edwin ein Studio für Ambrotypien in Oroville, dem heutigen Verwaltungssitz von Butte County, der damals zu den wichtigsten Goldgräberstädten Kaliforniens gehörte. Im Sommer 1857 erschienen in der Zeitschrift Hutchings’ California Magazine zwei Drucke auf der Grundlage von Ambrotypien, die Edwin und Denny angefertigt hatten und Szenen der Goldsuche darstellten.

### Geschäftstätigkeit im Pazifischen Nordwesten
Im Jahr 1859 kehrte Denny Hendee ins Oregon-Territorium zurück, widmete sich aber wiederum der Eröffnung von zeitlich befristeten Galerien, darunter solche in St. Helen und Shoal Water Bay sowie in Vancouver im Washington-Territorium. Ein Jahr nach seiner 1861 erfolgten Rückkehr nach Portland starb seine erste Frau, mit der er vier Kinder hatte, von denen eine Tochter schon früh gestorben war. Am 10. März 1864 heiratete er seine zweite Frau Maria White, die um 1827 in Bath, New Hampshire, geboren worden war.
Während seiner Zeit in Portland betrieb Hendee verschiedene Fotostudios, so etwa eine in der Front Street 107½ (1863), an der Ecke von Front und Washington (1865), im Parrish Building in der Washington Street (1865–1866, wobei diese laut Palmquist mit letztgenannter identisch sein könnte) und an der Ecke von First und Morrison (1866–1867), in der First Street 117 (1868), an der südwestlichen Ecke von First und Morrison (1869) und an der Ecke von First und Morrison (1871–1872).

### Letzte Jahre und Tod
In den Bränden der Jahre 1872 und 1874 verlor Hendee beide Male seine Studios, woraufhin er sich nach Milwaukie, einem Vorort Portlands zurückzog und sich der Landwirtschaft widmete. Im Juni 1876 kehrte er zur Fotografie zurück und übernahm die Bosco and Megler Gallery in der First Street in Portland. Neben seiner Tätigkeit als Fotograf betätigte sich Hendee in diesen Jahren auch bei der freiwilligen Feuerwehr Portlands. Im Jahr 1886 gab er seine Geschäfte an seine Söhne Otho B. und Edwin L. weiter und ging in den Ruhestand.
Am 31. Januar 1907 brach in Hendees Haus in der Fifth Street 456 nur wenige Wochen vor Hendees 81. Geburtstag ein Feuer aus. Obwohl einer seiner Söhne Hendee und dessen Frau Maria aus den Flammen retten konnte, starb der bereits durch eine Krankheit geschwächte Denny Hendee nur kurze Zeit später an einem Schock. Sein Grab liegt auf dem Lone Fir Cemetery im Südosten Portlands.

## Verbleib der Werke
Laut Palmquists und Kailborns Standardwerk Pioneer Photographers of the Far West sind Werke von Hendee in verschiedenen Sammlungen in Oregon enthalten, darunter derjenigen der Oregon Historical Society. Ein in Palmquists eigener Sammlung befindliches Porträt im Kabinettformat sowie ein weiteres Porträt im Visitformat gingen nach dessen Tod an die Beinecke Rare Book and Manuscript Library über.